# 雀尔沟镇
雀尔沟镇，是中华人民共和国新疆维吾尔自治区昌吉回族自治州呼图壁县下辖的一个乡镇级行政单位。

## 行政区划
雀尔沟镇下辖以下地区：
镇社区、雀尔沟村、霍斯铁热克村、克孜勒塔斯村、西沟村、独山子村和南山村。